# 서희건설
서희건설(瑞熙建設, 영어: Seohee Construction Co., Ltd.)은 경기도 성남시 분당구 수내동에 위치한 건설기업이다. 1982년 10월 22일에 운송 업체인 영대운수가 시초이며 1994년 9월에 건설업으로 업종을 전환하였다. 1999년 12월 22일에 코스닥에 상장하였으며 본사는 1998년까지 서울에 소재하였으나 1998년 8월에 경기도 성남시로 이전하였다. 대표적인 브랜드로는 아파트 브랜드인 '스타힐스'가 있다.
국토교통부가 발표한 2021년 시공능력평가에서 토목건축공사업 시공능력평가액 1조 8,174억 원으로 23위를 기록했다.

## 연혁
- 1982년 10월 22일: 영대운수(주)로 운수업 회사 설립
- 1989년 10월 18일: 서울특별시 서초구 양재동 226번지로 본사 이전
- 1994년 9월 16일: 건설업으로 업종 변경 및 서희건설로 상호 변경
- 1994년 11월 7일: 서울특별시 강남구 역삼동 733-24번지로 본사 이전
- 1994년 11월 15일: 포항사업소 개설
- 1994년 11월 16일: 광양사업소 개설
- 1994년 12월 10일: 일반건설업 면허 취득(토목 179호, 건축 823호)
- 1994년 12월 12일: 주택건설, 대지조성 사업등록(99-23-65호)
- 1995년 12월 20일: 전기공사업 면허 등록(제1종 95호)
- 1996년 4월 17일: 폐기물 처리시설 설계시공업 등록(등록번호 176호)
- 1997년 3월 10일: 영종도 P·C 사업소 개설
- 1997년 5월 2일: 아프리카 기니 현지 법인 설립
- 1997년 5월 8일: 서울특별시 강남구 논현동 165-17번지로 본사 이전
- 1997년 12월 29일: 전문 소방설비공사업 면허 등록
- 1998년 1월 15일: 토건업 면허 취득(토건2478호) 및 일반건설업 면허 갱신(산업설비 82호)
- 1998년 7월 31일: 기존 본사 위치에 서울사무소 개설
- 1998년 8월 1일: 경기도 성남시 분당구 야탑동 382-4번지로 본사 이전
- 1998년 12월 12일: 환경오염(수질)방지시설업 면허 등록(595호)
- 1999년 1월 6일: 분뇨처리시설 설계시공업 면허 등록(19호)
- 1999년 8월 13일: 시설유지관리업 면허 취득
- 1999년 12월 22일: 코스닥 상장
- 2000년 3월 4일: 경기도 성남시 분당구 삼평동 312번지로 본사 이전
- 2000년 3월 21일: 회사 이름을 서희건설에서 서희이엔씨로 변경
- 2001년 6월 15일: 부산지점 설치
- 2002년 5월 25일: 포항지점 설치
- 2003년 3월 21일: 정기주주총회를 통해 회사 이름을 서희이엔씨에서 서희건설로 변경
- 2003년 4월 25일: 제주지점 설치
- 2003년 12월 26일: 경기도 성남시 분당구 수내동 4-4번지 경동빌딩 8층으로 본사 이전
- 2009년 3월 20일: 대표이사로 장택상, 김팔수 취임
- 2012년 3월 20일: 장택상 대표이사 사임
- 2017년 4월 1일: 경동빌딩 4층으로 이전.
- 2025년 8월 11일 ‘현직 임원의 횡령·배임 혐의설 풍문 또는 보도 관련’ 조회 공시 사유로 주식의 거래를 정지[6]

## 부실공사
국토교통부(이하 국토부) 벌점조회시스템에 따르면 2018년하반기부터 2020년 상반기까지 총 18건에 대해 벌점을 부과받아 합산벌점 34.5점으로 집계돼 부과건수 및 합산벌점 모두 업계 1위에 오르는 부명예를 안았다.
- 부실공사
- 부실공사/임금체불

## 자회사
서희건설은 2015년 6월 기준으로 26개의 자회사를 보유하고 있다. 이 기업집단의 명칭을 "서희유성계열"이라고 부른다.
| 회사명                 | 도로명 주소                          | 설립일          | 업종                 | 비고                   |
| ---------------------- | ------------------------------------ | --------------- | -------------------- | ---------------------- |
| 경기라이프             | 서초구 남부순환로 2583               | 2007년 5월 23일 | 학교시설운영         | 경기대학교 기숙사 운영 |
| 경주환경에너지         | 경주시 경감로 466-26                 | 2009년 5월 1일  | 소각시설관리 및 운영 |                        |
| 내외경제티브이         | 서초구 남부순환로 2583               |                 | 방송제작업           |                        |
| 대양해군               | 서초구 남부순환로 2583               |                 | 군시설운영           |                        |
| 서유이엔씨             | 서초구 남부순환로 2583               |                 | 도소매업             |                        |
| 비엔씨하우징           | 서초구 남부순환로 2583               |                 | 부동산업             |                        |
| 서희휴먼테크           | 서초구 남부순환로 2583               |                 | 건설업               |                        |
| 선진계룡관리           | 서초구 남부순환로 2583               |                 | 군시설운영           |                        |
| 선진육군               | 서초구 남부순환로 2583               |                 | 군시설운영           |                        |
| 숭실라이프             | 서초구 남부순환로 2583               |                 | 학교시설운영         | 숭실대학교 기숙사 운영 |
| (유)애플디아이         | 서초구 남부순환로 2583               |                 | 서비스업             |                        |
| (유)한일자산관리앤투자 | 서초구 남부순환로 2583               | 2005년 10월     | 부동산자산관리       |                        |
| 에스비성남             | 서초구 남부순환로 2583               | 2005년 10월     | 시설물관리           | 미군 기숙사 운영       |
| 에스티에스프로바이더   | 서초구 남부순환로 2583               |                 | 제조업               |                        |
| 유성도시가스           |                                      |                 | 도소매업             |                        |
| 유성티엔에스           | 서초구 남부순환로 2583               |                 | 운송,철강제조업      | 코스닥 상장            |
| (유)이엔비하우징       | 서초구 남부순환로 2583               |                 | 부동산업             |                        |
| 칼라스퀘어             | 대구광역시 수성구 유니버시아드로 140 | 2007년 9월 17일 | 부동산업             |                        |
| 푸른경남               | 서초구 남부순환로 2583               |                 | 학교시설운영         |                        |
| PT. Seohee Indonesia   |                                      |                 | 건설업               | 인도네시아 해외법인    |
| Seohee Tunas J/O       |                                      |                 | 건설업               | 인도네시아 해외법인    |

## 같이 보기
- 대한건설협회
- 해외건설협회
- 국토교통부
- 건설워커